# Dinckleria fruticella
Dinckleria fruticella là một loài rêu tản trong họ Plagiochilaceae. Loài này được (Hook. f. & Taylor) J.J. Engel & J. Heinrichs mô tả khoa học lần đầu tiên năm 2008.